# Автошлях Т 1914
Автошля́х Т 1914 — автомобільний шлях територіального значення у Сумській області. Пролягає територією Роменського та Буринського районів через Хмелів — Чернечу Слободу — Буринь. Загальна довжина — 46,8 км.

## Маршрут
Автошлях проходить через такі населені пункти:
| Автошлях Т 1914  |              |
| Сумська область  |              |
| Роменський район |              |
| Хмелів           | Р60          |
| Сміле            |              |
| Буринський район |              |
| Хустянка         |              |
| Бурики           |              |
| Чернеча Слобода  | Р61          |
| Вознесенка       |              |
| Успенка          |              |
| Буринь           | Т 1910Т 1919 |